# Giffoni Sei Casali
Giffoni Sei Casali (Jifuni in dialetto locale) è un comune italiano di 4 933 abitanti della provincia di Salerno in Campania.

## Geografia fisica
- Classificazione sismica: zona 2 (sismicità media), Ordinanza PCM. 3274 del 20/03/2003.

### Geologia
Le rocce del Monte Eligio, dal punto di vista geologico, sono affioranti
quelle della vecchia era e di sottosuolo quelle più recenti.

## Storia
Il casale di Capitignano sorse all'epoca della vittoria dei Romani sui Picentini, quando gli abitanti della distrutta Picenza abbandonarono la pianura per ritirarsi sulle pendici delle montagne. Qui formarono un nucleo abitativo intorno al tempio eretto da Silla al Dio Giove, al fianco del quale furono poste le teste delle statue di Giano e Giunone, mozzate in segno di spregio dai legionari romani. E dall'effigie di Giano (Caput Jani) sembra aver preso il nome il casale più grande ossia quello di Capitignano.
Dal 1811 al 1860 ha fatto parte del circondario di San Cipriano, appartenente al distretto di Salerno del regno delle Due Sicilie.
Dal 1860 al 1927, durante il Regno d'Italia, ha fatto parte del mandamento di San Cipriano, appartenente al circondario di Salerno.
Nel 1929 venne aggregato al comune di San Cipriano Picentino. Recuperò l'autonomia nel 1944.

### Simboli
Lo stemma e il gonfalone del comune di Giffoni Sei Casali sono stati concessi con decreto del presidente della Repubblica del 17 giugno 1975.
Il gonfalone è un drappo partito di giallo e di rosso.

## Monumenti e luoghi d'interesse
Suggestiva la frazione Sieti, che conserva l'atmosfera originaria del borgo medievale con una significativa ricettività alberghiera.

## Società

### Evoluzione demografica
Abitanti censiti

### Etnie e minoranze straniere
Al 31 dicembre vi erano 186 stranieri, pari al 3,79% della popolazione.

### Religione
La maggioranza della popolazione è di religione cristiana di rito cattolico; il comune appartiene alla forania San Cipriano Picentino - Giffoni Valle Piana - Giffoni Sei Casali dell'arcidiocesi di Salerno-Campagna-Acerno, con tre parrocchie:
- San Martino Vescovo
- San Nicola di Bari
- Santissimo Salvatore e Santa Maria delle Grazie in Santa Maria del Paradiso

## Infrastrutture e trasporti

### Strade
- Strada Provinciale 24/a Ponte don Melillo-Fisciano-Calvanico-bivio Gaiano.
- Strada Provinciale 25/a SP 25 (Km 0+900)-Malche-Giffoni Valle Piana.
- Strada Provinciale 76 Serroni di Capitignano-Innesto SP 25.
- Strada Provinciale 214 Innesto SP 26a-Madonnelle di Sieti.
- Strada Provinciale 367 Innesto SP 25 (Ponte Molinello)-Prepezzano.

## Amministrazione
| Periodo          | Periodo          | Primo cittadino      | Partito                      | Carica                  | Note |
| ---------------- | ---------------- | -------------------- | ---------------------------- | ----------------------- | ---- |
| 1944             | 1945             | Angelo Iacuzzo       | Indipendente                 | Sindaco                 |      |
| 27 ottobre 1946  | 21 giugno 1952   | Felice Fortunato     | Lista civica (IND)           | Sindaco                 |      |
| 21 giugno 1952   | 23 giugno 1956   | Lorenzo Grimaldi     | Lista civica (IND)           | Sindaco                 |      |
| 23 giugno 1956   | 3 dicembre 1960  | Gennaro Giannattasio | Scudo Crociato (DC)          | Sindaco                 |      |
| 3 dicembre 1960  | 20 dicembre 1964 | Scipione Fortunato   | Elefante (PSDI)              | Sindaco                 |      |
| 20 dicembre 1964 | 15 maggio 1967   | Scipione Fortunato   | Sole Nascente (PSDI)         | Sindaco                 |      |
| 10 dicembre 1967 | 17 dicembre 1972 | Domenico De Roberto  | Tre Campanili (Indipendente) | Sindaco                 |      |
| 17 dicembre 1972 | 10 giugno 1978   | Giovanni Salerno     | Scudo Crociato (DC)          | Sindaco                 |      |
| 10 giugno 1978   | 6 novembre 1982  | Giovanni Salerno     | Scudo Crociato (DC)          | Sindaco                 |      |
| 6 novembre 1982  | 24 luglio 1983   | Carmine Cesaro       | Scudo Crociato (DC)          | Sindaco                 |      |
| 24 luglio 1983   | 25 giugno 1988   | Adolfo Giannattasio  | Ramoscello d'Ulivo (IND)     | Sindaco                 |      |
| 25 giugno 1988   | 10 aprile 1991   | Adolfo Giannattasio  | Ramoscello d'Ulivo (IND)     | Sindaco                 |      |
| 11 giugno 1991   | 22 dicembre 1991 | Salvatore Tedesco    | IND                          | Commissario prefettizio |      |
| 27 dicembre 1991 | 25 giugno 1992   | Filippo Giannattasio | Scudo Crociato (DC)          | Sindaco                 |      |
| 25 giugno 1992   | 10 gennaio 1993  | Ada Ferrara          | IND                          | Commissario prefettizio |      |
| 10 gennaio 1993  | 16 giugno 1997   | Filippo Giannattasio | Scudo Crociato (DC)          | Sindaco                 |      |
| 16 giugno 1997   | 17 novembre 1997 | Marisa Di Vito       | IND                          | Commissario prefettizio |      |
| 17 novembre 1997 | 28 maggio 2002   | Rosario D'Acunto     | Arcobaleno (PDS)             | Sindaco                 |      |
| 28 maggio 2002   | 29 maggio 2007   | Rosario D'Acunto     | Arcobaleno (DS)              | Sindaco                 |      |
| 29 maggio 2007   | 8 maggio 2012    | Gerardo Marotta      | Arcobaleno (IND)             | Sindaco                 |      |
| 8 maggio 2012    | 12 giugno 2017   | Gerardo Marotta      | Per Giffoni Sei Casali (IND) | Sindaco                 |      |
| 12 giugno 2017   | 14 giugno 2022   | Francesco Munno      | Uniti per i Casali (PD)      | Sindaco                 |      |
| 14 giugno 2022   | in carica        | Francesco Munno      | Insieme per i Casali (PD)    | Sindaco                 |      |

### Altre informazioni amministrative
Il comune fa parte della Comunità montana Monti Picentini.
Le competenze in materia di difesa del suolo sono delegate dalla Campania all'Autorità di bacino regionale Destra Sele.
Per quel che riguarda la gestione dell'irrigazione e del miglioramento fondiario, l'ente competente è il Consorzio di bonifica in Destra del fiume Sele.

## Sport

### Calcio
Hanno sede nel comune le società di calcio: A.S.D. Sei Casali Academy, U.S. Prepezzanese e A.S.D. Giffoni Sei Casali che hanno disputato campionati dilettantistici regionali.

### Impianti sportivi
Stadio Comunale "Gregorio Giannattasio".